# 阿拉比達自然公園
阿拉比达自然公园（葡萄牙語：Parque Natural da Arrábida）是葡萄牙的一個保护区。公园始建于1976年，占地面积176.41 km2（68.11 sq mi） ，其中陆地面積123.30 km2（47.61 sq mi） ，海域面積53.11 km2（20.51 sq mi） 。公園內有三个海滩。